# Diodon eydouxii
Diodon eydouxii är en fiskart som beskrevs av Brisout de Barneville 1846. Diodon eydouxii ingår i släktet Diodon och familjen piggsvinsfiskar. Inga underarter finns listade i Catalogue of Life.